# Кемменау
Кемменау (нем. Kemmenau) — община в Германии, в земле Рейнланд-Пфальц. 
Входит в состав района Рейн-Лан. Подчиняется управлению Бад Эмс.  Население составляет 462 человека (на 31 декабря 2010 года). Занимает площадь 3,76 км².